# جيمس جورج بيل
جيمس جورج بيل (بالإنجليزية: James George Bell)‏ هو شخصية أعمال أمريكي، ولد في 14 ديسمبر 1831 في بولينغ غرين في الولايات المتحدة، وتوفي في 23 نوفمبر 1911.